# Зубенко, Иван Трифонович
Иван Трифонович Зубенко (1907-1974) — контр-адмирал Военно-морского флота СССР, участник Великой Отечественной войны.

## Биография

Могила Зубенко на Введенском кладбище Москвы.

Иван Трифонович Зубенко родился 20 сентября 1907 года в Харькове. В 1929 году он был призван на службу в Рабоче-Крестьянскую Красную Армию. В 1932 году Зубенко окончил военно-политические курсы, после чего служил на командных и партийно-политических должностях. В мае 1936 года он был направлен на учёбу на военно-морской факультет Военно-политической академии имени В. И. Ленина, окончил её в декабре 1938 года. Служил в центральном аппарате Народного комиссариата военно-морского флота СССР комиссаром для особых поручений, старшим инструктором 1-го отдела Главного политического управления ВМФ СССР.
В годы Великой Отечественной войны Зубенко служил на партийно-политических должностях, возглавлял в 1942—1944 годах политотдел бригады торпедных катеров Балтийского флота. Некоторое время руководил политотделом Рижского морского района, затем был заместителем начальника политотдела эскадры Балтийского флота. В послевоенное время служил начальником политотдела отряда надводных кораблей бывшего германского флота, взятых в качестве трофеев, затем заместителем по политической части начальника разведывательного отдела штаба Черноморского флота. В 1947—1955 годах служил на высоких партийно-политических должностях в центральном аппарате Военно-морского флота СССР, с 1953 года был заместителем по политической части начальника Главного штаба ВМФ СССР. 27 января 1953 года ему было присвоено воинское звание контр-адмирала. В августе 1955 года Зубенко был уволен в запас.
Проживал в Москве. Умер 5 декабря 1974 года, похоронен на Введенском кладбище (29 уч.).
Был награждён орденом Ленина, двумя орденами Красного Знамени, орденами Ушакова 2-й степени и Отечественной войны 1-й степени, двумя орденами Красной Звезды, а также рядом медалей и именным оружием.